# Стадион Божуар
Стадион Божуар (фр. Stade de la Beaujoire, Stade de la Beaujoire – Louis Fonteneau) је стадион у Нанту у Француској. То је дом француског фудбалског клуба ФК Нант, претходно је тим играо на стадиону Марсел Сопен..

## Историја стадиона
Стадион је први пут отворен 8. маја 1984. за пријатељску утакмицу између ФК Нант и Румуније пред 30.000 навијача. Име је добио по Лују Фонтеноу, који је био председник ФК Нант између 1969. и 1986. године. Реновиран је 1998. за Светско првенство у фудбалу 1998. године. Док је његов првобитни капацитет био 52.923, приликом реновирања, 1998. године је претворен у стадион са само седећим местима и тренутни капацитет му је 35.322. Највећа посета била је 51.359 гледалаца на утакмици Француска-Белгија 1984. године. 
Стадион је такође домаћин међународних рагби утакмица, укључујући утакмицу Француске против Новог Зеланда (16–3) 15. новембра 1986. године. У септембру 2007. био је домаћин три утакмице Светског првенства у рагбију: Велса против Канаде 9. септембра, Енглеске против Самое 22. септембра и Велса против Фиџија 29. септембра. У домаћем рагбију, РК Божуар је био домаћин оба полуфинална меча 14 најбољих у 2013. години, а Рејсинг Метро 92 из Париза из Топ 14 је играо свој последњи „домаћи“ меч у сезони 2013–14. против Клермона на стадиону Божоару 19. априла 2014. године.
Стадион Божоар је био домаћин утакмица током Европског првенства 1984, укључујући утакмицу где је фудбалска репрезентација Француске победила Белгију резултатом 5 : 0 уз три гола Мишела Платинија. Ту је такође одиграно шест утакмица током Светског првенства у фудбалу 1998. године, укључујући четвртфинале између Бразила и Данске. 
Фудбалска репрезентација Француске је овде играла пет пута, последњи пут 2019. године где је одиграла пријатељски меч против репрезентације Боливије.

## Утакмице ЕП 1984. и СП 1998.

### Европско првенство 1984.
| Датум         | Време | Домаћон     | Резултат | Гост     | Такмичење        | Посета |
| ------------- | ----- | ----------- | -------- | -------- | ---------------- | ------ |
| 16. јун 1984. | 17:15 | Француска   | 5 : 0    | Белгија  | ЕП 1984. група 2 | 51.359 |
| 20. јун 1984. | 20:30 | Португалија | 1 : 0    | Румунија | ЕП 1984. група 1 | 24.464 |

### Светско првенство 1998.
| Датум         | Тим #1           | Резултат | Тим #2      | Фаза         |
| ------------- | ---------------- | -------- | ----------- | ------------ |
| 13. јун 1998. | Шпанија          | 2 : 3    | Нигерија    | Група Д      |
| 16. јун 1998. | Бразил           | 3 : 0    | Мароко      | Група А      |
| 20. јун 1998. | Јапан            | 0 : 1    | Хрватска    | Група Х      |
| 23. јун 1998. | Чиле             | 1 : 1    | Камерун     | Група Б      |
| 25. јун 1998. | Сједињене Државе | 0 : 1    | Југославија | Група Ф      |
| 3. јул 1998.  | Бразил           | 3 : 2    | Данска      | Четвртфинале |